# Tirslundstenen
Tirslundstenen er en stor rødlig granitvandreblok i Tirslund Plantage 4 km vest for Brørup i Sydjylland. Den er med en omkreds på 16 m en af Jyllands største sten  og rejser sig 3,5 m over jordoverfladen. Stenen blev fredet allerede i 1832, efter at der havde været gjort forsøg på at bortsprænge den.
Ifølge sagnet ville Harald Blåtand bruge stenen som mindesten ved Gorms og Thyras gravhøje i Jelling. Transporten foregik på en stor jernslæde, men fjender gjorde at Harald Blåtand måtte opgive sit forehavende og lade stenen stå. Jernslæden findes efter sigende endnu og skal stå dybt i jorden, hvor der også siges befinde at sig en stor skat. Sagnet er antagelig overført fra den store sten i Bække, der blev kløvet i 1700-tallet.
Mange har forsøgt sig som bjergbestigere på Tirslundstenen.

## Ekstern henvisning
- Tirslundstenen i Slots- og Kulturstyrelsens database
- https://www.geus.dk/udforsk-geologien/ture-i-naturen/kaempesten/tirslundstenen/

55°29′26″N 8°57′32″Ø / 55.4905°N 8.959°Ø